# Brouwerij Ide

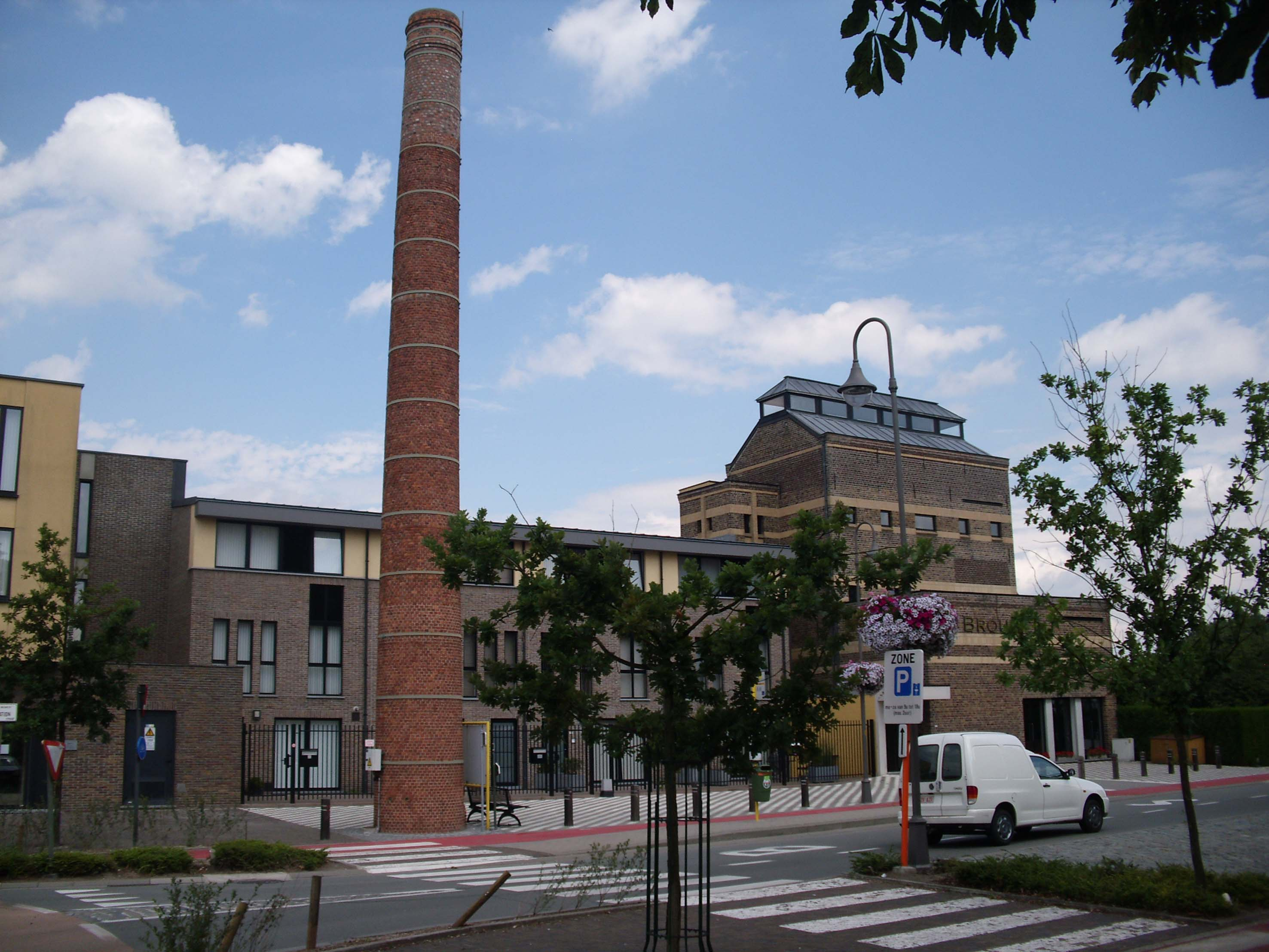
Gebouwen Brouwerij Ide

De Brouwerij Ide is een voormalige brouwerij gelegen in de Noël Schoorensstraat in de Belgische plaats Eke. De brouwerij was actief van 1872 tot 1981.

## Geschiedenis
In 1872 werd door Francis Ide de oude herberg met stokerij, "De Croone", opgekocht. De herberg dateert uit de 16e eeuw. Francis richtte in een aanpalende hoeve (huisnummer 32) een brouwerij op. Gedurende de Eerste Wereldoorlog werd de brouwerij en herberg zwaar beschadigd. Na de oorlog werd alles herbouwd en aangepast voor lage-gistingbieren. In die tijd stond vermoedelijk Jozef Ide aan het hoofd van de brouwerij. Later rond 1979 wijzigde de naam in Ide bvba. In 1981 werd het brouwen gestopt.

## Bieren[1]
- Bieren Ide Eeke
- Bock
- Export
- Export Ideal
- Faro
- Gersten
- I.D.
- I.D. Speciaal 18 B
- Ide
- Ide Export
- Ide I` Eke
- Ide Pils
- Ide Tafelbier
- Ide's Pils
- Old-Ale
- Ouden Bruinen
- Pils
- Stout
- Stout 11
- Tafelbier
- Tripel